# Дидулі
Дидулі (Дидуле, пол. Dydule) — село в Польщі, у гміні Орля, в україномовній частині Більського повіту Підляського воєводства. Населення — 146 осіб (2011).

## Історія
Вперше згадується 1577 року.
У 1975—1998 роках село належало до Білостоцького воєводства.

## Демографія
Демографічна структура станом на 31 березня 2011 року:
|          | Загалом | Допрацездатний вік | Працездатний вік | Постпрацездатний вік |
| -------- | ------- | ------------------ | ---------------- | -------------------- |
| Чоловіки | 80      | 7                  | 55               | 18                   |
| Жінки    | 66      | 7                  | 28               | 31                   |
| Разом    | 146     | 14                 | 83               | 49                   |